# Per Andersson i Svenstorp
Per Andersson (i riksdagen kallad Andersson i Svenstorp), född 19 december 1819 i Jämshögs församling, Blekinge län, död 22 december 1892 i Bräkne-Hoby församling, Blekinge län, var en svensk lantbrukare och politiker. Han företrädde bondeståndet i Bräkne härad vid ståndsriksdagen 1865–1866.

## Riksdagsuppdrag 1865/66
- Suppleant i statsutskottet.
- Suppleant i förstärkta allmänna besvärs- och ekonomiutskottet.
- Ledamot i förstärkta bevillningsutskottet.